# Орден рада (СРЈ)
Орден рада је било одликовање Савезне Републике Југославије  и Државне заједнице Србије и Црне Горе. Орден је установљен 4. децембра 1998. године доношењем Закона о одликовањима СРЈ. Додељивао га је председник Републике, а касније председник Државне заједнице СЦГ.
Орден рада имаo je један степен и додјељивао се за нарочите успјехе у привреди и за рад од посебног значаја за напредак земље у осталим дјелатностима.

## Изглед ордена
Орден рада израђен је у облику осмокраке посребрене звијезде, пречника 58мм, чији краци имају облик златних цвјетних латица са плодовима бобица од осам уграђених рубина из којих излазе дужи зупчасти сребрни краци који симболишу точак као апотеозу проналазаштва и стваралаштва. Између кракова звијезде избијају краћи позлаћени зраци сунца као симболи енергије. У центру орденске звијезде је сребрни кружни медаљон оперважен са шеснаест бијелих сафира у чијем средишту је, на црвеној емајлираној кружној подлози, позлаћени грб Савезне Републике Југославије. Око грба је сребрни зупчаник као симбол индустрије. На наличју орденске звијезде налази се вертикално постављена игла са патентoм за копчање. Врпца ордена израђена је од плаве моариране свиле, ширине 36 mm, са једном црвеном вертикалном пругом ширине 3мм у њеној средини. Орден рада носи се на лијевој страни груди. Аутор изгледа ордена је академски вајар из Београда Остоја Горданић-Балкански.